# MPC55xx
Die Mikrocontroller (MCU) der Serie MPC55xx werden von freescale Semiconductors gefertigt und sind für Automotiveanwendungen vorgesehen.
Seit 2006 sind diese Mikrocontroller in Stückzahlen am Markt verfügbar und sind als Nachfolger der MPC5xx-Serie vorgesehen.

## Ausstattung der MCU
- 32-bit-PowerPC-CPU
- eTPU (zusätzlicher Rechenkern für Timingaufgaben wie PWM)
- FMPLL zur Erzeugung des Chip-internen Taktes (bis zu 132 MHz) aus einer externen Taktquelle (8–20 MHz)
- MMU (Memory Management Unit)
- 40 Kanal AD-Wandler
- Nexus-Interface (JTAG-Schnittstelle)
- internes SRAM: 48–128 kB
- Flash-Speicher: 786 kB (MPC5533) bis 3 MB (MPC5566)
- CAN-Schnittstelle
- LIN-Bus-Schnittstelle
- Typen mit Ethernet verfügbar (MPC5553/5566/5567)